# Chaoit
Chaoit (biały węgiel) – rzadki białoszary minerał odkryty w przeobrażonym graficie w kraterze Nördlinger Ries w Bawarii. Na podstawie badania dyfrakcji elektronowej zasugerowano, że chaoit może mieć strukturę karbinu (alotropowej odmiany węgla o strukturze polialkinu −(C≡C)n−). Potwierdzeniem tych wniosków mogą być doniesienia o uzyskaniu identycznych struktur poprzez sublimację grafitu w temperaturze 2400–2700 °C lub poprzez naświetlanie grafitu laserem w wysokiej próżni (otrzymane w ten sposób substancje nazwano  cerafitem). Jednak późniejsza publikacja zakwestionowała karbinową budowę chaoitu, przypisując uzyskane wyniki dyfrakcji zanieczyszczeniu minerału gliną.
Nazwa minerału nadana została na cześć Edwarda C. T. Chao (1919–2008), amerykańskiego mineraloga pochodzenia chińskiego, w uznaniu jego zasług w badaniach skał przeobrażonych.